# Garion
Garion es un personaje ficticio y el principal protagonista de las Crónicas de Belgarath y las Crónicas de Mallorea, dos obras de fantasía épica escritas por David Eddings. 
Garion es un descendiente directo del hechicero Belgarath y su hija Beldaran, la hermana de Polgara, durante muchas generaciones. Pero prefiere, por conveniencia, llamar abuelo a Belgarath y la tía a Polgara. Beldaran fue la esposa de Riva Puño de Hierro, el fundador y primer rey del Reino de Riva.
Cuando Garion aún era un bebé, sus padres murieron en un incendio y él solo pudo sobrevivir con la ayuda de Belgarath. Polgara lo cuidó en la granja Faldor en Sendaria, ocultando sus verdaderos orígenes. Garion es el heredero oculto del Reino de Riva y el que debe convertirse en el guardián del Orbe de Aldur. Cuando el rey de Riva fue asesinado con toda su familia, el último niño sobrevivió gracias a la ayuda de Belgarath y Polgara. Un heredero lejano se convertiría en el guardián del Orbe y para evitar un nuevo asesinato, decidieron esconder al niño y sus descendientes hasta la llegada de Garion. Vivió hasta su adolescencia en la granja donde Polgara era cocinera para vigilarlo mejor. Salió de la granja para buscar el Orbe de Aldur y fue durante este viaje que descubrió quién era realmente.

## Descripción
Garion es un muchacho considerablemente alto, de pelo color arena y ojos azules. También de complexión muy atlética y resistente.
Es amable, decidido, terco (así le decía Polgara), también considerablemente inteligente y astuto, carismático y sociable.
Como rey de Riva y Señor del Oeste, es justo, hace lo mejor que puede, trata de solucionar los conflictos sin llegar a la guerra (aunque a veces comete meteduras de pata, como atemorizar a todos usando la hechicería, sin querer, provocando que le dé una severa reprimenda  Belgarath).

## Familia
|  |  |        |        |        |        |                   |                   |                   |                   |                   |                   |         |         |          |          |          |          | Belgarath | Belgarath | Belgarath | Belgarath | Belgarath   | Belgarath   |             |             | Poledra       | Poledra     | Poledra | Poledra | Poledra               | Poledra               |                       |                       |                       |                       |                  |                  |                  |                  |          |          |          |          |          |          |          |          |
|  |  |        |        |        |        |                   |                   |                   |                   |                   |                   |         |         |          |          |          |          | Belgarath | Belgarath | Belgarath | Belgarath | Belgarath   | Belgarath   |             |             | Poledra       | Poledra     | Poledra | Poledra | Poledra               | Poledra               |                       |                       |                       |                       |                  |                  |                  |                  |          |          |          |          |          |          |          |          |
|  |  |        |        |        |        |                   |                   |                   |                   |                   |                   |         |         |          |          |          |          |           |           |           |           |             |             |             |             |               |             |         |         |                       |                       |                       |                       |                       |                       |                  |                  |                  |                  |          |          |          |          |          |          |          |          |
|  |  |        |        |        |        |                   |                   |                   |                   |                   |                   |         |         |          |          |          |          |           |           |           |           |             |             |             |             |               |             |         |         |                       |                       |                       |                       |                       |                       |                  |                  |                  |                  |          |          |          |          |          |          |          |          |
|  |  | Durnik | Durnik | Durnik | Durnik | Durnik            | Durnik            |                   |                   | Polgara           | Polgara           | Polgara | Polgara | Polgara  | Polgara  |          |          |           |           |           |           | Beldaran    | Beldaran    | Beldaran    | Beldaran    | Beldaran      | Beldaran    |         |         | Riva "Puño-de-hierro" | Riva "Puño-de-hierro" | Riva "Puño-de-hierro" | Riva "Puño-de-hierro" | Riva "Puño-de-hierro" | Riva "Puño-de-hierro" |                  |                  |                  |                  |          |          |          |          |          |          |          |          |
|  |  | Durnik | Durnik | Durnik | Durnik | Durnik            | Durnik            |                   |                   | Polgara           | Polgara           | Polgara | Polgara | Polgara  | Polgara  |          |          |           |           |           |           | Beldaran    | Beldaran    | Beldaran    | Beldaran    | Beldaran      | Beldaran    |         |         | Riva "Puño-de-hierro" | Riva "Puño-de-hierro" | Riva "Puño-de-hierro" | Riva "Puño-de-hierro" | Riva "Puño-de-hierro" | Riva "Puño-de-hierro" |                  |                  |                  |                  |          |          |          |          |          |          |          |          |
|  |  |        |        |        |        |                   |                   |                   |                   |                   |                   |         |         |          |          |          |          |           |           |           |           |             |             |             |             |               |             |         |         |                       |                       |                       |                       |                       |                       |                  |                  |                  |                  |          |          |          |          |          |          |          |          |
|  |  |        |        |        |        |                   |                   |                   |                   |                   |                   |         |         |          |          |          |          |           |           |           |           |             |             |             |             | Daran         |             |         |         |                       |                       |                       |                       |                       |                       |                  |                  |                  |                  |          |          |          |          |          |          |          |          |
|  |  |        |        |        |        |                   |                   |                   |                   |                   |                   |         |         |          |          |          |          |           |           |           |           |             |             |             |             |               |             |         |         |                       |                       |                       |                       |                       |                       |                  |                  |                  |                  |          |          |          |          |          |          |          |          |
|  |  |        |        |        |        |                   |                   |                   |                   |                   |                   |         |         |          |          |          |          |           |           |           |           |             |             |             |             | Reyes de Riva |             |         |         |                       |                       |                       |                       |                       |                       |                  |                  |                  |                  |          |          |          |          |          |          |          |          |
|  |  |        |        |        |        |                   |                   |                   |                   |                   |                   |         |         |          |          |          |          |           |           |           |           |             |             |             |             |               |             |         |         |                       |                       |                       |                       |                       |                       |                  |                  |                  |                  |          |          |          |          |          |          |          |          |
|  |  |        |        |        |        |                   |                   |                   |                   |                   |                   |         |         |          |          |          |          |           |           |           |           |             |             |             |             |               |             |         |         |                       |                       |                       |                       |                       |                       |                  |                  |                  |                  |          |          |          |          |          |          |          |          |
|  |  |        |        |        |        | Hermana de Ildera | Hermana de Ildera | Hermana de Ildera | Hermana de Ildera | Hermana de Ildera | Hermana de Ildera |         |         |          |          |          |          | Ildera    | Ildera    | Ildera    | Ildera    | Ildera      | Ildera      |             |             | Geran         | Geran       | Geran   | Geran   | Geran                 | Geran                 |                       |                       | Ran Borune XXIII      | Ran Borune XXIII      | Ran Borune XXIII | Ran Borune XXIII | Ran Borune XXIII | Ran Borune XXIII |          |          | Ce'Vanne | Ce'Vanne | Ce'Vanne | Ce'Vanne | Ce'Vanne | Ce'Vanne |
|  |  |        |        |        |        | Hermana de Ildera | Hermana de Ildera | Hermana de Ildera | Hermana de Ildera | Hermana de Ildera | Hermana de Ildera |         |         |          |          |          |          | Ildera    | Ildera    | Ildera    | Ildera    | Ildera      | Ildera      |             |             | Geran         | Geran       | Geran   | Geran   | Geran                 | Geran                 |                       |                       | Ran Borune XXIII      | Ran Borune XXIII      | Ran Borune XXIII | Ran Borune XXIII | Ran Borune XXIII | Ran Borune XXIII |          |          | Ce'Vanne | Ce'Vanne | Ce'Vanne | Ce'Vanne | Ce'Vanne | Ce'Vanne |
|  |  |        |        |        |        |                   |                   |                   |                   |                   |                   |         |         |          |          |          |          |           |           |           |           |             |             |             |             |               |             |         |         |                       |                       |                       |                       |                       |                       |                  |                  |                  |                  |          |          |          |          |          |          |          |          |
|  |  |        |        |        |        | Adara             | Adara             | Adara             | Adara             | Adara             | Adara             |         |         | Hettar   | Hettar   | Hettar   | Hettar   | Hettar    | Hettar    |           |           | (Bel)Garion | (Bel)Garion | (Bel)Garion | (Bel)Garion | (Bel)Garion   | (Bel)Garion |         |         |                       |                       |                       |                       |                       |                       |                  |                  | Ce'Nedra         | Ce'Nedra         | Ce'Nedra | Ce'Nedra | Ce'Nedra | Ce'Nedra |          |          |          |          |
|  |  |        |        |        |        | Adara             | Adara             | Adara             | Adara             | Adara             | Adara             |         |         | Hettar   | Hettar   | Hettar   | Hettar   | Hettar    | Hettar    |           |           | (Bel)Garion | (Bel)Garion | (Bel)Garion | (Bel)Garion | (Bel)Garion   | (Bel)Garion |         |         |                       |                       |                       |                       |                       |                       |                  |                  | Ce'Nedra         | Ce'Nedra         | Ce'Nedra | Ce'Nedra | Ce'Nedra | Ce'Nedra |          |          |          |          |
|  |  |        |        |        |        |                   |                   |                   |                   |                   |                   |         |         |          |          |          |          |           |           |           |           |             |             |             |             |               |             |         |         |                       |                       |                       |                       |                       |                       |                  |                  |                  |                  |          |          |          |          |          |          |          |          |
|  |  |        |        |        |        |                   |                   |                   |                   |                   |                   |         |         |          |          |          |          |           |           |           |           |             |             |             |             |               |             |         |         |                       |                       |                       |                       |                       |                       |                  |                  |                  |                  |          |          |          |          |          |          |          |          |
|  |  |        |        |        |        |                   |                   |                   |                   |                   |                   |         |         | Beldaran | Beldaran | Beldaran | Beldaran | Beldaran  | Beldaran  |           |           |             |             |             |             |               |             | Geran   | Geran   | Geran                 | Geran                 | Geran                 | Geran                 |                       |                       |                  |                  |                  |                  |          |          |          |          |          |          |          |          |

- Datos: Q2715136